# Exosphaeroma laeviusculum
Exosphaeroma laeviusculum is een pissebed uit de familie Sphaeromatidae. De wetenschappelijke naam van de soort is voor het eerst geldig gepubliceerd in 1868 door Heller.